# 田畑智子
田畑智子（たばた ともこ，1980年12月26日—），日本女演員，京都府京都市出生。主要演出作品包括電視劇系列（2001年）、電影《血與骨》、《隱劍鬼爪》等。2018年元旦宣布與岡田義德結婚。

## 外部連結
- 鈍牛事務所官網
- 日曜日のヒロインインタビュー （页面存档备份，存于）